# Bostrychus zonatus
Bostrychus zonatus är en fiskart som beskrevs av Weber, 1907. Bostrychus zonatus ingår i släktet Bostrychus och familjen Eleotridae. IUCN kategoriserar arten globalt som otillräckligt studerad. Inga underarter finns listade.